# Прудня (Гагарінський район)
Прудня (рос. Прудня) — присілок Гагарінського району Смоленської області Росії. Входить до складу Покровського сільського поселення.
Населення — 13 осіб. 